# Negrileşti (Galaţi)
Negrileşti é uma comuna romena localizada no distrito de Galaţi, na região de Moldávia. A comuna possui uma área de 32.00 km² e sua população era de 2866 habitantes segundo o censo de 2007.